# Chang'an (socken i Kina, Jilin)
Chang'an (kinesiska: 长安街道, 长安) är en socken i Kina. Den ligger i provinsen Jilin, i den nordöstra delen av landet, omkring 170 kilometer öster om provinshuvudstaden Changchun. Antalet invånare är 44 435. Befolkningen består av 22 865 kvinnor och 21 570 män. Barn under 15 år utgör 10,0 %, vuxna 15-64 år 78 %, och äldre över 65 år 10,0 %.
Genomsnittlig årsnederbörd är 1 063 millimeter. Den regnigaste månaden är juli, med i genomsnitt 253 mm nederbörd, och den torraste är januari, med 9 mm nederbörd.